# Brána Beskyd
Brána Beskyd je outdoorový volnočasový areál na ulici Jana Trčky v části Frýdlant ve Frýdlantu nad Ostravicí v okrese Frýdek-Místek. Geograficky se místo nachází v pohoří Podbeskydská pahorkatina.

## Další informace
Brána Beskyd nabízí návštěvníků parkourové hřiště, workoutové hřiště, boulderingovou stěnu, dětské hřiště s prolézačkami, restauraci, brouzdaliště s fontánou, amfiteátr, multifunkční budovu aj. Brána beskyd byla slavnostně otevřena 29. dubna 2022.

## Galerie

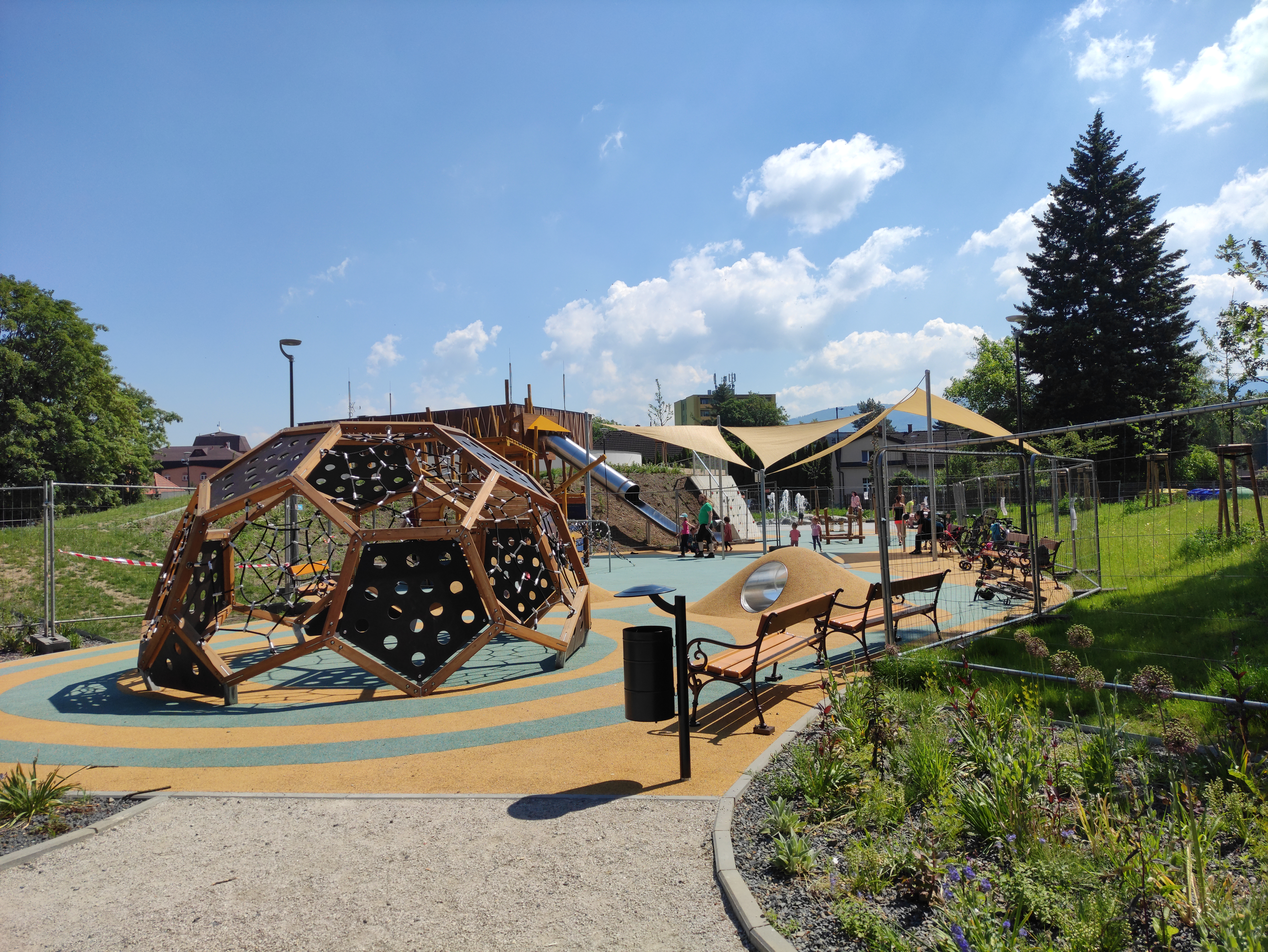
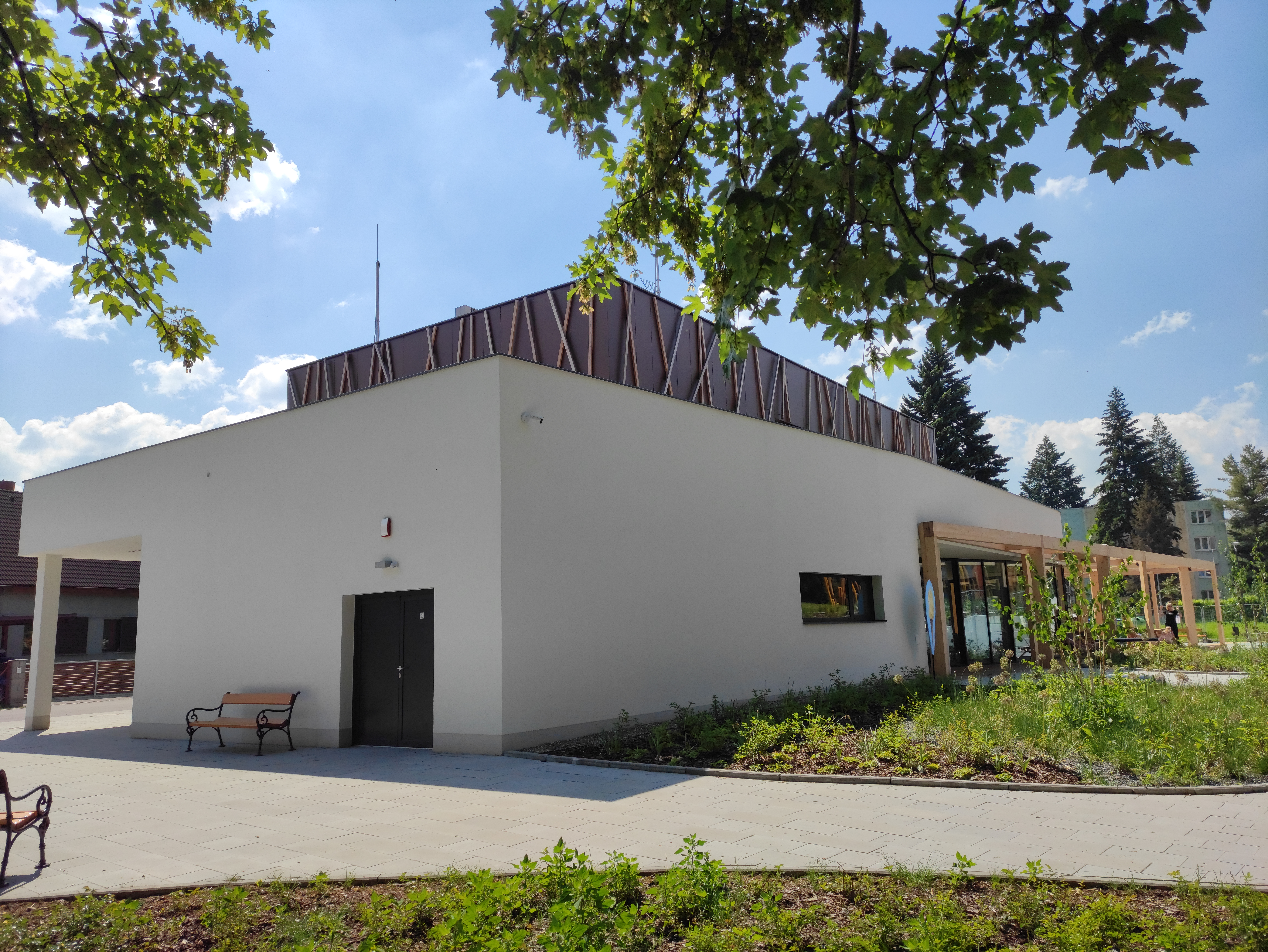